# Pegasus (springredskab)
 For alternative betydninger, se Pegasus (flertydig). (Se også artikler, som begynder med Pegasus)
Pegasus er et springredskab der er kendt indenfor konkurrencegymnastik. Redskabet bliver brugt til trampolinspring, hvorved man kan lave andre spring.